# Лаосская кухня
Лаосская кухня (лаос. ອາຫານລາວ) — набор кулинарных традиций, характерный для Лаоса. Имеет множество региональных разновидностей и во многом отличается от кухонь соседних стран, хотя и сходна с ними некоторыми блюдами. Распространена также в регионе Исан в Таиланде.

## Происхождение и основы
Изначально на лаосскую кухню повлияли китайские традиции, некоторые из которых присутствуют в ней до сих пор (например, стир-фрай). Частично заметны в ней и следы колониальной эпохи — французские багеты, популярные в столице страны, Вьентьяне. 
Базовой пищей лаосцев является отваренный на пару клейкий рис, который едят руками или ложкой, ею же употребляют и суп, а лапшу — палочками. Очень активно используются разнообразные зелень и овощи, как сырые, так и сваренные на пару. Приём пищи, как правило, состоит из супа, жареного блюда, зелени и тушёного блюда.

## Приправы
Важными приправами лаосской кухни являются галангал, лемонграсс и рыбный соус.

## Типичные блюда
- Том Ям (лаос. ຕົ້ມຍຳ)
- Лаб (лаос. ລາບ) — салат из мяса или рыбы с добавлением зелени и специй.
- Там Сом (лаос. ຕໍາສົ້ມ), более известный как Сом Там. Салат из зелёной папайи, в частности его разновидность Сом Там Пу Пла Ра.
- Столетнее яйцо